# Ternin
Le Ternin (Lai Taraigne en bourguignon-morvandiau) est une rivière française qui coule dans les départements de la Côte-d'Or, de la Nièvre et de Saône-et-Loire, en ancienne région Bourgogne. C'est un affluent abondant de la rive droite de l'Arroux, donc un sous-affluent de la Loire.

## Toponymie
Torondam au Moyen Âge, Tavernay en 1659, cette rivière fut aussi appelée la Tarenne, la Terrene, la Taraine. Lai Taraigne en Bourguignon-morvandiau.

## Géographie
Long de 48 km, le Ternin naît dans le Morvan, sur la commune de Saulieu.
Son bassin, comme son cours, s'étend dans les départements de la Côte-d'Or, de la Nièvre et de Saône-et-Loire. Il coule généralement en direction du sud et reçoit les eaux de multiples ruisseaux fort abondants, avant d'arriver en plaine. 
Il se jette dans l'Arroux dans la ville d'Autun.

### Communes traversées
- Alligny-en-Morvan, Chissey-en-Morvan, Lucenay-l'Évêque, Sommant, Tavernay, Autun

### Bassin versant
Le Ternin traverse les quatre zones hydrographiques K125, K126, K127, K128, pour une superficie totale de 1 316 km2. Ce bassin versant est constitué à 61,17 % de « territoires agricoles », à 36.72 % de « forêts et milieux semi-naturels », à 1,95 % de « territoires artificialisés », à 0,19 % de « surfaces en eau », à 0,02 % de « zones humides ».
Le lac de Chamboux est situé sur son cours en Côte-d'Or.

## Affluents
Le ternin a vingt-deux tronçons affluents référencés dont :
- le Conforgien,
- le Tulon,
- le Perron,
- le Chazelle,
- le Chaudot,
- le Chevolat,
- le Moulin,
- la Plaine, 17,1 km sur quatre communes et avec cinq tronçons affluents et de rang de Strahler quatre.
- la Gagère,

Donc son rang de Strahler est de cinq.

## Hydrologie

### Le Ternin à Tavernay
Le débit du Ternin a été observé depuis le 1er juillet 1967 , à Tavernay, à 299 m d'altitude, localité de Saône-et-Loire située au nord-ouest de la ville d'Autun. À cet endroit le bassin versant de la rivière est de 257 km2.
Le débit moyen inter-annuel ou module de la rivière à Tavernay est de 3,7 m3/s.
Le Ternin présente des fluctuations saisonnières de débit assez importantes en liaison avec les précipitations tombant sur le Morvan, avec des hautes eaux d'hiver portant le débit mensuel moyen au niveau de 5,5 à 7,5 m3/s, de décembre à mars inclus (avec un maximum en janvier-février), et des basses eaux d'été de juillet à octobre, avec une baisse du débit moyen mensuel jusqu'à 0,536 m3/s au mois d'août.

### Étiage ou basses eaux
Le VCN3 peut chuter jusque 0,083 m3/s, en cas de période quinquennale sèche, soit 83 litres par seconde, ce qui est fort bas.

### Crues
Les crues sont souvent très importantes et contribuent à la montée des eaux de l'Arroux. En effet, le débit instantané maximal enregistré a été de 81,7 m3/s le 13 janvier 2004, tandis que la valeur journalière maximale était de 62,9 m3/s le 15 février 1990. Le QIX 10 est de 64 m3/s, le QIX 20 de 73 m3/s et le QIX 50 de 84 m3/s. Les QIX 2 et QIX 5 valent quant à eux respectivement 40 et 54 m3/s.

### Lame d'eau et débit spécifique
Le Ternin est une rivière petite mais abondante, bien alimentée par les précipitations du Morvan. La lame d'eau écoulée dans son bassin versant est de 456 millimètres annuellement, ce qui est élevé, bien supérieur à celui du bassin de l'Arroux, ainsi qu'à la moyenne d'ensemble de la France (320 millimètres par an). Le débit spécifique (ou Qsp) se monte à 14,4 litres par seconde et par kilomètre carré de bassin.

## Aménagements et écologie

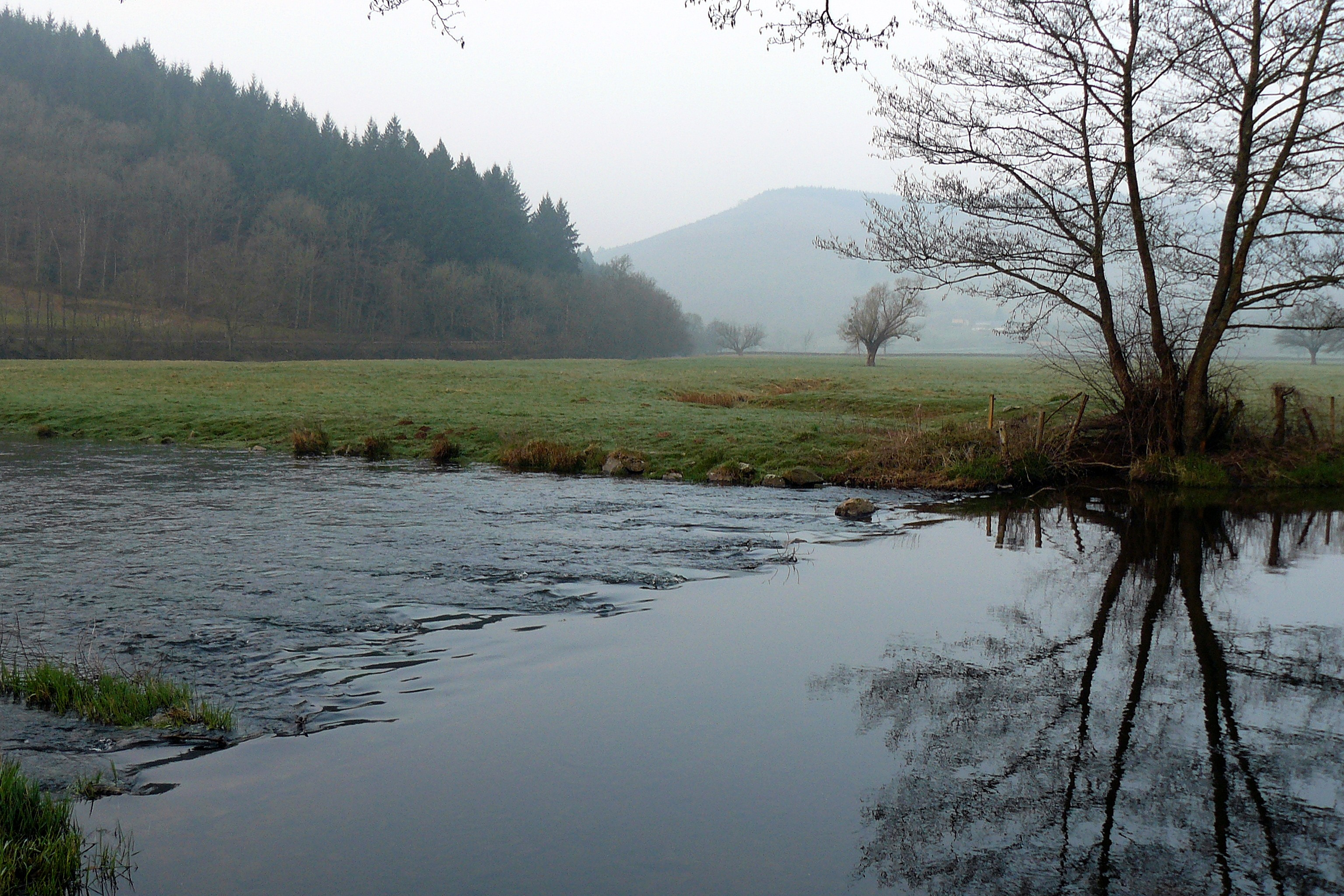
Le Ternin près de Lucenay-l'Évêque
(en arrière-plan, les monts du Morvan).